# Wolfgang Petersen
Wolfgang Petersen (Emden, Baja Sajonia, 14 de marzo de 1941-Los Ángeles, 12 de agosto de 2022) fue un director de cine alemán.

## Biografía
Nació el 14 de marzo de 1941 en Emden (Baja Sajonia), una pequeña localidad del norte de Alemania, próxima a la frontera con Países Bajos. De 1953 a 1960, asistió a la Gelehrtenschule des Johanneums en Hamburgo. En la década de 1960 empezó dirigiendo obras del Teatro Ernst Deutsch de Hamburgo. Después de interesarse por el teatro en Berlín y Hamburgo, asistió a la Academia de Cine y Televisión de Berlín (1966-1970). Sus primeras producciones de cine fueron para la televisión estatal alemana, y fue durante su trabajo en la popular serie policíaca Crime Scene, donde conoció y trabajó con el actor Jürgen Prochnow, quien más tarde aparecería en su película Das Boot (1981).

## Trayectoria

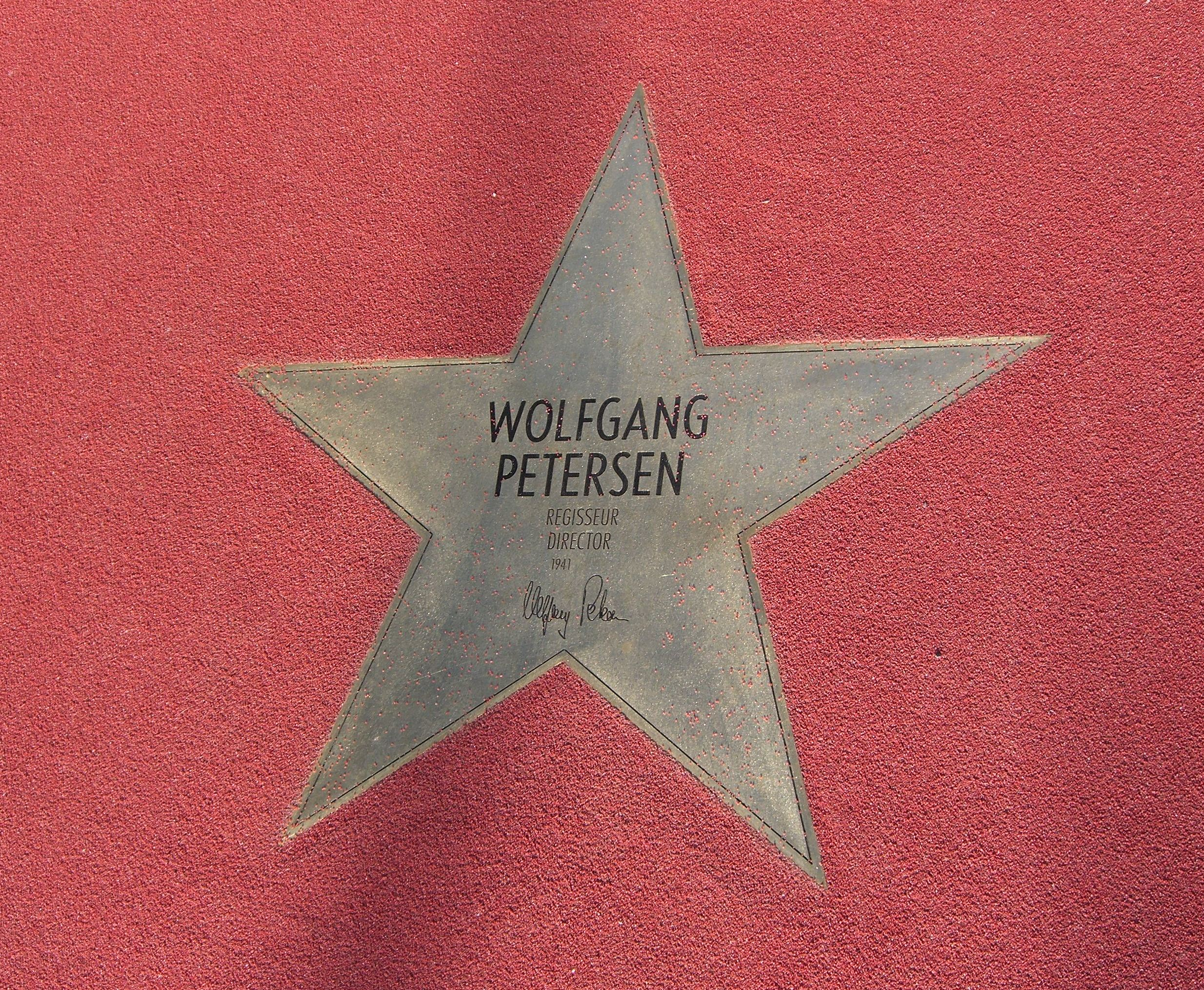
Estrella de Wolfgang Petersen en el Bulevar de las Estrellas de Berlín

Hacia 1970 realizó diversos telefilmes en 35 mm, algunos de los cuales se exhiben en los cines comerciales (1970-1980). En 1981 fue nominado al Óscar a Mejor dirección y al Mejor guion adaptado por El submarino (Das Boot). Además, fue fundador de la productora Cappella Films.[cita requerida]
Bajo la denominación de nuevo cine alemán, en un intento por emular otros movimientos cinematográficos del momento o anteriores (el free cinema, la nouvelle vague), surgieron varios directores a finales de los años sesenta y principios de los setenta. Al margen de nacer immediatamente antes o durante la Segunda Guerra Mundial en Alemania, muchos de ellos trabajaron en la televisión teutona. A partir de aquí, se forjaron los nombres de Peter Fleischmann, Volker Schlöndorff, Daniel Schmid y Rainer Werner Fassbinder, entre otros. Aunque Wolfgang Petersen coincidió en el lugar y en el tiempo con esta generación, su vinculación al nuevo cine alemán se redujo a algunas de sus producciones televisivas, que posteriormente se estrenaron en cine —La consecuencia y El jugador de ajedrez—, y en una forma de concebir los proyectos, desde la creación del guion hasta la dirección. Sus preocupaciones estilísticas y temáticas divergieron de las de sus colegas, decantándose a partir de El submarino por un cine de evasión, que juega con elementos propios del thriller. Escrita por Petersen y tomando como referencia una obra de Lothar-Gunther Bucchei, El submarino se reveló como un auténtico descubrimiento en diversos festivales especializados, y posteriormente entre el gran público, evidenciando su habilidad para mantener la tensión claustrofóbica dentro del sumergible en una misión secreta durante la Segunda Guerra Mundial.[cita requerida]
Nominado al Óscar como mejor director y guionista, un hecho insólito por lo que concierne a la nacionalidad, buscó el soporte de distribuidoras internacionales para financiar en los Estudios Bavaria una de las grandes superproducciones del cine alemán contemporáneo, La historia interminable, basada en la novela de Michael Ende, obra clave de la literatura juvenil. Tras un espectacular despliegue de medios, La historia interminable pudo competir en el mercado internacional a nivel de las producciones hollywoodienses, y de esta forma proyectar el nombre de Petersen a las más altas esferas. La gran acogida de público de La historia interminable y el sometimiento de la industria norteamericana a historias infantiles (las películas y las producciones de Steven Spielberg, Jim Henson, George Lucas y John Hughes, entre otros) encasillaron a Petersen en este tipo de producciones.[cita requerida]
Substituyó a Richard Loncraine (Ricardo III) en Enemigo mío, una historia fantástica que recurre, para la creación de los personajes, a las películas de terror de los años cincuenta, y respecto al hilo argumental y a una estética visual similar a Infierno en el Pacífico (1968). Pero en el fondo, Enemigo mío no escapa al modelo de las producciones de Steven Spielberg o de Jim Henson de principios de los años ochenta, cuya área de influencia alcanza películas del país originario de Petersen, como lo prueba El secreto de Joey, cuyo máximo responsable es Roland Emmerich, director que no tardó en seguir los pasos de su compatriota. Probablemente en un escaso margen de tiempo, Petersen se había situado en el polo casi opuesto a sus primeros trabajos televisivos, que aportan una densidad dramática y social muy alejada de Enemigo mío.[cita requerida]
Este enorme contraste que se percibe en su carrera coincidió con una etapa de inactividad de cinco años -motivado por la cancelación de una serie de proyectos- que pareció hacerle regresar a un tipo de producción sujeta a los imperativos comerciales de la industria estadounidense, para espectadores más adultos, después de vivir un período de una cierta regresión por lo que se refiere a la media de edad de los asistentes al cine. Las películas que realizó desde los años 1990 (La noche de los cristales rotos, En la línea de fuego, Air Force One, Estallido, La tormenta perfecta, Troya o Poseidón) transitaron por el terreno del thriller o el cine catastrófe pero de naturaleza bien distinta. A pesar de alcanzar una cierta estabilidad, su poder dentro de la industria ha disminuido en favor de servir a las grandes estrellas (Clint Eastwood, Dustin Hoffman, Harrison Ford, George Clooney, Brad Pitt, etcétera) y a los productores del neo-Hollywood, que parecen erigirse en la marca de fábrica de sus producciones, como sucedió con Arnold Kopelson, artífice de Estallido, una película que coincidió en su estreno con un peligroso brote del virus ébola en África Central, factor que contribuyó a situarlo entre los más taquilleros de la temporada.[cita requerida]

## Filmografía
| Año  | Película                        | Director | Productor | Guionista |
| ---- | ------------------------------- | -------- | --------- | --------- |
| 1974 | One or the Other of Us          | No       |           |           |
| 1977 | Die Konsequenz                  | No       | No        | No        |
| 1981 | Das Boot                        | No       |           | No        |
| 1984 | The NeverEnding Story           | No       |           | No        |
| 1985 | Enemigo mío                     | No       |           |           |
| 1991 | La noche de los cristales rotos | No       | No        | No        |
| 1993 | En la línea de fuego            | No       |           |           |
| 1995 | Outbreak                        | No       | No        |           |
| 1997 | El laberinto rojo               |          | No        |           |
| 1997 | Air Force One                   | No       | No        |           |
| 2000 | La tormenta perfecta            | No       |           |           |
| 2004 | Troya                           | No       | No        |           |
| 2006 | Poseidón                        | No       | No        |           |
| 2016 | Vier gegen die bank             | No       | No        |           |

## Premios y nominaciones

### Premios Óscar
| Año  | Categoría            | Película | Resultado |
| ---- | -------------------- | -------- | --------- |
| 1983 | Mejor director       | Das Boot | Nominado  |
| 1983 | Mejor guion adaptado | Das Boot | Nominado  |

### Premios del cine alemán
| Año  | Categoría            | Película                                                 | Resultado |
| ---- | -------------------- | -------------------------------------------------------- | --------- |
| 1973 | Mejor nuevo director | One or the Other of Us (en alemán: Einer von uns beiden) | Ganador   |